# Antalovce
Antalovce, ukr. a rusín. Анталовці (Antalovci), do roku 1995 Антонівка (Antonivka), maďarsky Antalóc, polsky Antałowce, je část obce Chudlovo v Zakarpatské oblasti na západní Ukrajině v Užhorodském rajónu. V roce 2001 zde žilo 1059 obyvatel, z toho 9,35% obyvatel bylo slovenské národnosti. 

## Dějiny
Za rakousko-uherské monarchie byla ves součástí Užské župy, která byla součástí Uherska. Za 1. světové války zde byl zajatecký tábor, je zde vojenský hřbitov, na kterém je pohřbeno mj. 118 Rusů. Po uzavření Trianonské smlouvy byla ves, pod názvem „Antalovce“, součástí Československé republiky. Byla zde četnická stanice. V roce 1921 zde stálo 135 domů a žilo zde 877 obyvatel, z toho 180 Čechů a Slováků, 575 Rusínů, 42 Maďarů, 19 Židů a 13 Němců. V roce 1939 byly Antalovce a celá Zakarpatská Ukrajina okupovány Maďarskem. V roce 1945 byla ves i s celou Zakarpatskou Ukrajinou připojena k Ukrajinské SSR.
Končila zde železniční trať Užhorod–Seredné–Antalovce.